# Øster Højst
Øster Højst (tysk: Oster Hoist) er en lille by i Sønderjylland med 485 indbyggere  (2025), beliggende i Højst Sogn. Byen ligger i Tønder Kommune og tilhører Region Syddanmark. Øster Højst ligger 8 – 9 kilometer (i luftlinie) sydøst for Løgumkloster og 13 kilometer nordøst for Tønder.
Byens hovedgade "Bredgade" er en del af Sekundærrute 435.
I den østlige del af byen findes sognekirken Højst Kirke. Højst Sogn indgår i Hostrup-Højst Pastorat, og har dermed en sognepræst fælles med Hostrup Sogn.
Øster Højst Frivillige Brandværn er oprettet i 1929.
I mindelunden ved forsamlingshuset findes en mindesten for de 10 amerikanske flyvere, hvis B-17 'flyvende fæstning' 24. februar 1944 styrtede ned nordvest for Øster Højst. Også ved Bjerndrup, 11 km mod nord, skete et flystyrt (en nødlanding) under krigen, 29. april 1943.
Ved siden af ovennævnte sten findes en Genforeningssten med et digt af N.F.S. Grundtvig og en sten til minde om Danmarks Riges Grundlov.
Øster Højst hørte indtil Kommunalreformen 2007 til Løgumkloster Kommune. Byen havde indtil sidst i 1970'erne sit eget postnummer, 6254.
- Øster Højst Kro
- Øster Højst Skole
- Den tyske skole
- Forsamlingshuset
- Mindestenene ved forsamlingshuset
- Ved den vestlige ende af byen er en lille lund opkaldt efter en tidligere korn- og foderstofhandler, købmand og kroejer i byen